# Eliminação de duplicatas
Eliminação de duplicatas ou (d) é um dos operadores estendidos da Álgebra relacional.

## Objetivo
Se houver duas ou mais linhas com os mesmos valores em suas colunas, então é mantida uma única ocorrência desta linha.
A eliminação de duplicatas é implícita nas operações de: [projeção, união e junção natural.

### Sintaxe do Operador
d (R), onde R é uma relação de entrada.

### Exemplo
| C1 | C2 |
| -- | -- |
| 1  | 2  |
| 2  | 1  |
| 1  | 2  |

Ao aplicar: d (T1) teremos:
| C1 | C2 |
| -- | -- |
| 1  | 2  |
| 2  | 1  |

Pode-se notar que o último registro foi eliminado, devido ao primeiro possuir os mesmos valores que este.

## Utilização em SQL
Em relação a eliminação de linhas duplicadas em um sql é utilizada a palavra distinct após a palavra select. Mesmo colocando a palavra distinct é possível especificar mais colunas, sendo assim todas as colunas após a palavra distinct são afetadas, então resultando uma combinação distinta de colunas.